# Karnkowo (gromada)
Karnkowo – dawna gromada, czyli najmniejsza jednostka podziału terytorialnego Polskiej Rzeczypospolitej Ludowej w latach 1954–1972.
Gromady, z gromadzkimi radami narodowymi (GRN) jako organami władzy najniższego stopnia na wsi, funkcjonowały od reformy reorganizującej administrację wiejską przeprowadzonej jesienią 1954 do momentu ich zniesienia z dniem 1 stycznia 1973, tym samym wypierając organizację gminną w latach 1954–1972.
Gromadę Karnkowo z siedzibą GRN w Karnkowie utworzono – jako jedną z 8759 gromad na obszarze Polski – w powiecie lipnowskim w woj. bydgoskim, na mocy uchwały nr 24/8 WRN w Bydgoszczy z dnia 5 października 1954. W skład jednostki weszły obszary dotychczasowych gromad Karnkowo-Rumunki, Karnkowo i Kolankowo ze zniesionej gminy Jastrzębie oraz obszar dotychczasowej gromady Chodorążek ze zniesionej gminy Narutowo w tymże powiecie. Dla gromady ustalono 21 członków gromadzkiej rady narodowej.
31 grudnia 1959 do gromady Karnkowo włączono wieś Żuchowo ze zniesionej gromady Wioska w tymże powiecie.
31 grudnia 1961 do gromady Karnkowo włączono wsie Głodowo, Wierzbick, Rumunki-Głodowo i Piątki ze zniesionej gromady Głodowo; z gromady Karnkowo wyłączono natomiast część wsi Chodorążek o powierzchni 62,32 ha (9 gospodarstw rolnych), włączając ją do gromady Skępe w tymże powiecie.
1 stycznia 1969 do gromady Karnkowo włączono sołectwo Huta Głodowo ze zniesionej gromady Czarne oraz sołectwo Lubówiec o ogólnej powierzchni 643 ha z (nie zniesionej) gromady Skępe w tymże powiecie.
Gromadę zniesiono 1 stycznia 1972, a jej obszar włączono do gromad Chrostkowo (sołectwo Lubówiec) i Lipno (sołectwa Chodorążek, Karnkowo, Karnkowo Rumunki, Kolankowo, Żuchowo, Wierzbick, Piątki, Głodowo, Huta Głodowo i Rumunki Głodowo) w tymże powiecie.